# Babice (okres Uherské Hradiště)
Obec Babice (německy Babitz) se nachází v okrese Uherské Hradiště ve Zlínském kraji. Žije zde přibližně 1 900 obyvatel. Rozloha Babic je 6,61 km² a nadmořská výška 183 m.

## Poloha
Obec Babice leží v severní části Dolnomoravského úvalu, v údolní nivě řeky Moravy, která ji ohraničuje z východní strany. Západní hranici tvoří začínající pásmo Chřibů. Babice leží na katastru 660 ha, v nadmořské výšce 181–185 m n. m., asi 8 km od dřívějšího královského města Uherské Hradiště, 19 kilometrů jihozápadně od Zlína a 246 kilometrů jihovýchodně od Prahy.

## Název
Název vesnice byl přenesen původní pojmenování jejích obyvatel Babici. Ten byl pravděpodobně odvozen od osobního jména Baba (hanlivého pojmenování bázlivého muže) a místní jméno by pak znamenalo "Babovi lidé". Protože však některý vrch v okolí mohl nést pojmenování Baba, mohlo obyvatelské jméno znamenat i "lidé žijící pod Babou".

## Historie
První písemná zmínka o obci pochází z roku 1220 v listině, kterou olomoucký biskup Robert daroval velehradskému cisterciáckému klášteru obilné a vinné desátky. K velehradskému klášteru patřila až do roku 1784, kdy byl klášter zrušen. Při parcelaci vrchnostenských dvorů byl v roce 1786 rozdělen i babický dvůr a zřízena osada Cerony, která měla až do roku 1938 zvláštní číslování domů. První stopy osídlení však pochází již z mladší doby kamenné. Z roku 1798 pochází pečeť obce  – v pečetním poli lemovaném vavřínovým věncem je vlevo vinařský nůž a vpravo hrozen.
Babický kostel stojící na návsi byl postaven na místě, kde stávala dřevěná zvonice, a finančně i vlastní prací se na něm podíleli místní občané. Základní kámen byl položen 18. srpna 1898, stavba byla ukončena roku 1899.
Znak a vlajka byly obci uděleny rozhodnutím předsedy Poslanecké sněmovny Parlamentu České republiky dne 15. dubna 2010.

## Obyvatelstvo
| Rok            | 1869 | 1880  | 1890  | 1900  | 1910  | 1921  | 1930  | 1950  | 1961  | 1970  | 1980  | 1991  | 2001  | 2011  | 2021  |
| -------------- | ---- | ----- | ----- | ----- | ----- | ----- | ----- | ----- | ----- | ----- | ----- | ----- | ----- | ----- | ----- |
| Počet obyvatel | 878  | 1 078 | 1 122 | 1 187 | 1 313 | 1 345 | 1 310 | 1 440 | 1 622 | 1 643 | 1 615 | 1 627 | 1 745 | 1 777 | 1 720 |
| Počet domů     | 193  | 207   | 210   | 217   | 235   | 244   | 279   | 330   | 371   | 411   | 432   | 490   | 521   | 544   | 573   |

## Hospodářství
Obec Babice je známa i díky výrobně paštik a hotových jídel, která je zde realizována od 20. let 20. století společností Hamé (dříve Fruta).

## Obecní správa a politika
V letech 2010–2014 byl starostou Miroslav Maňásek, od roku 2014 funkci vykonává Martina Horňáková.

## Pamětihodnosti
- Kostel svatého Cyrila a Metoděje

## Galerie

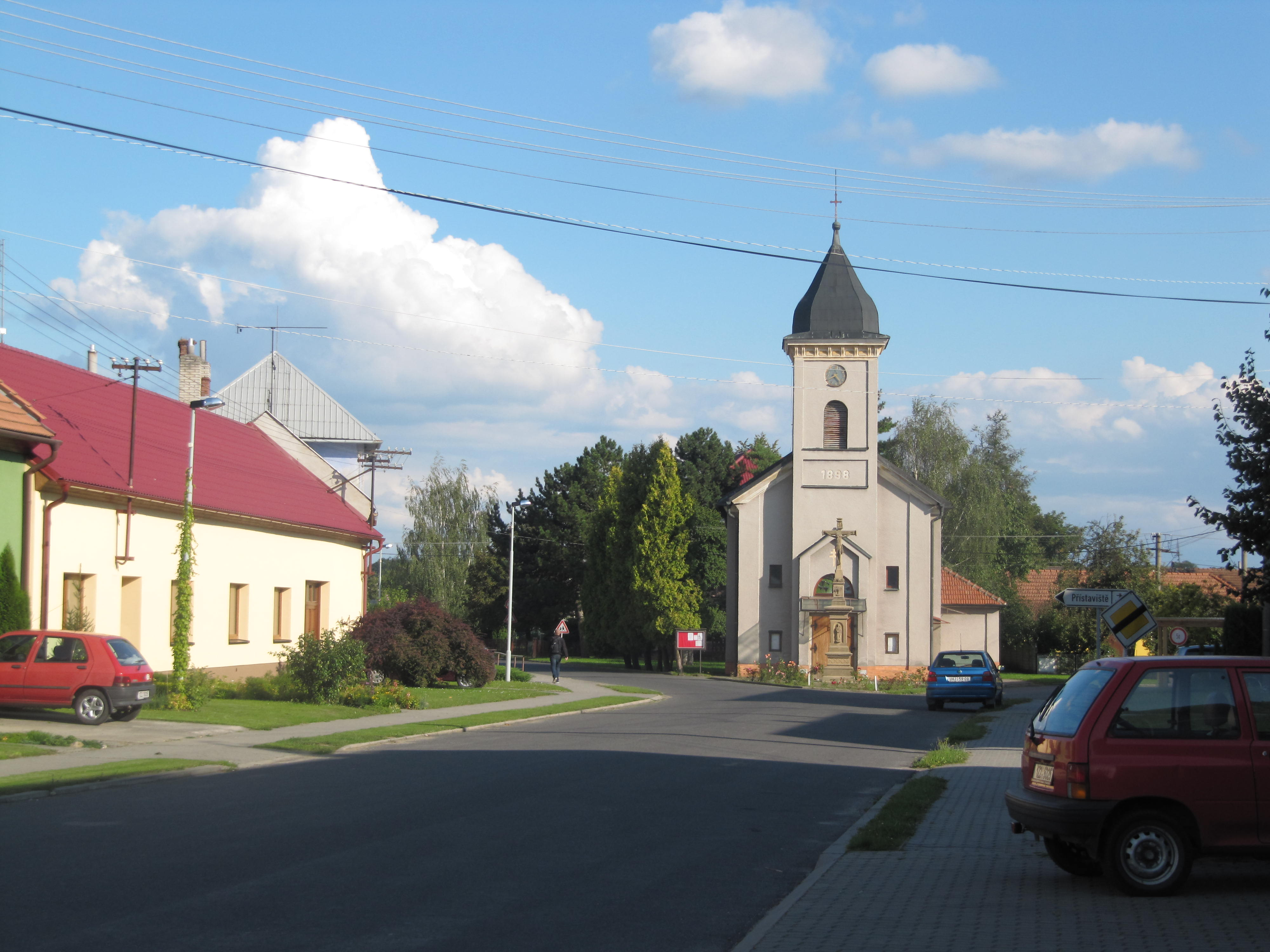
Kostel svatého Cyrila a Metoděje z roku 1898
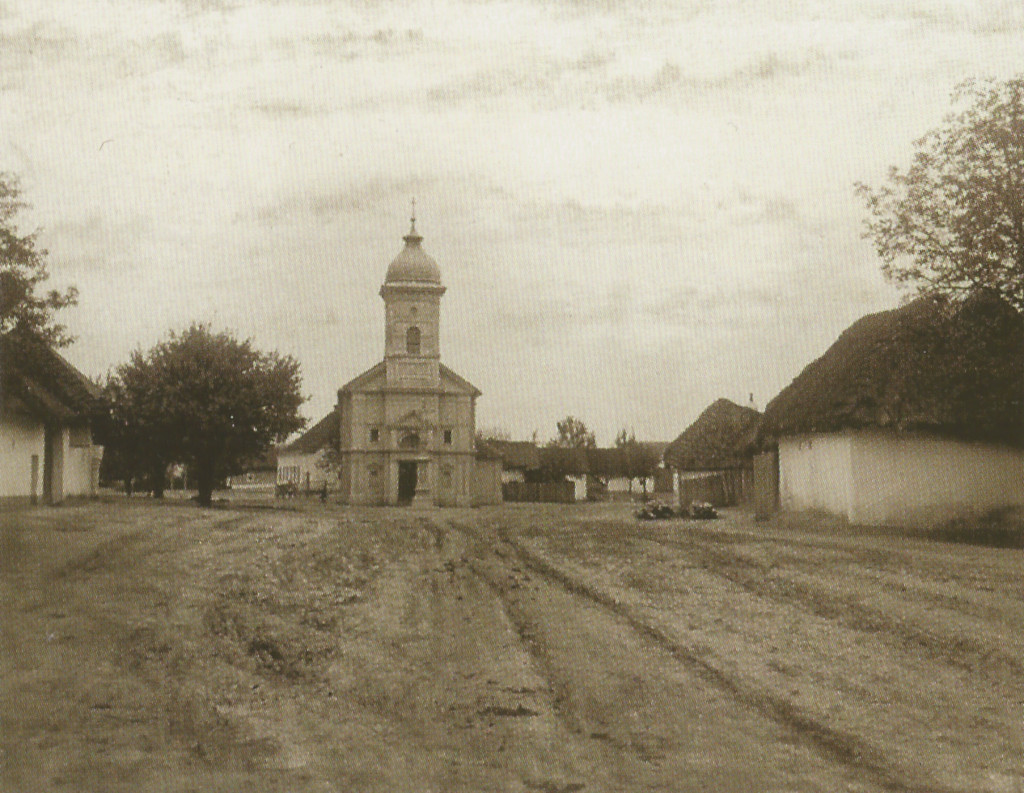
Kostel v roce 1900
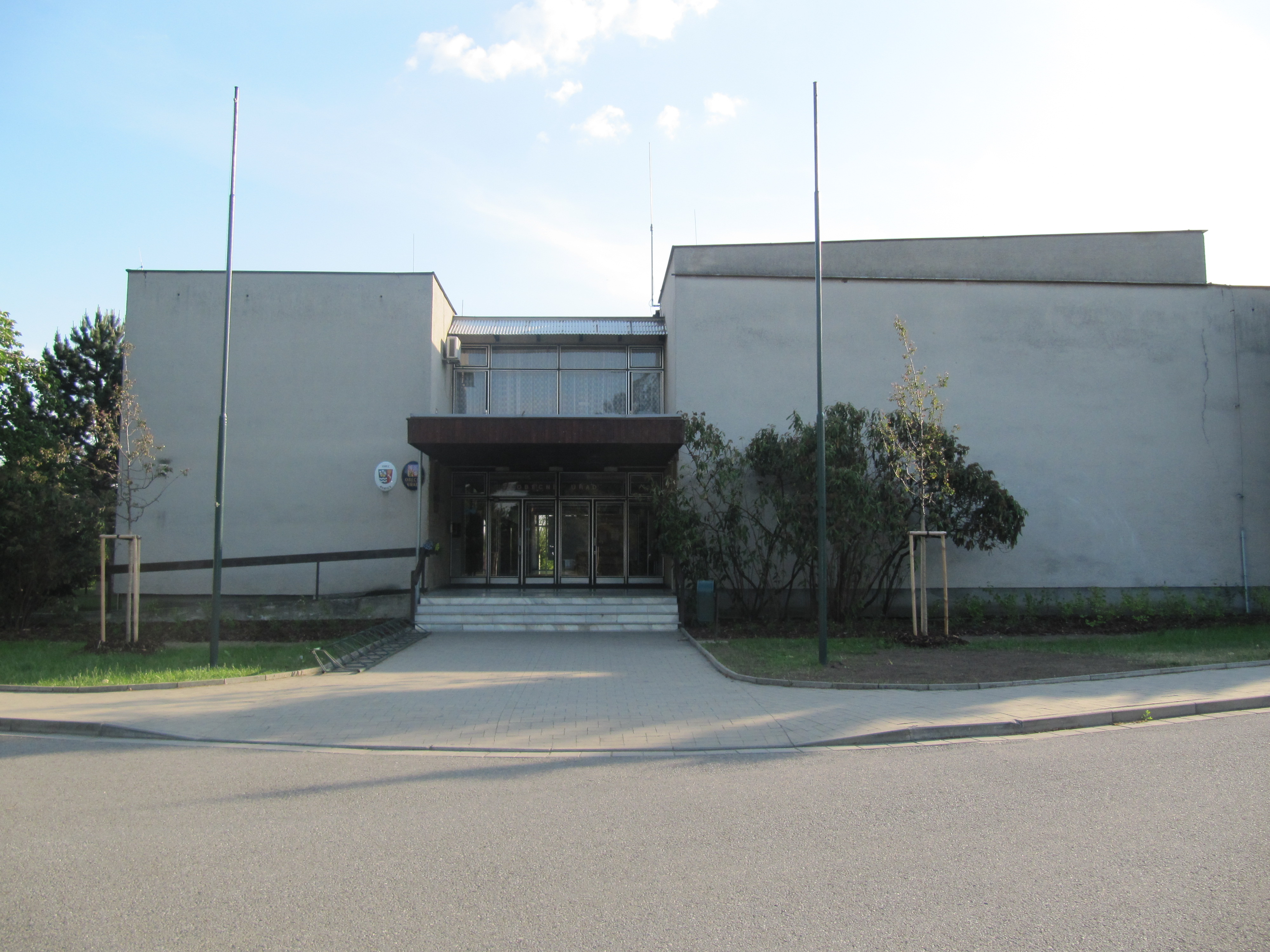
Obecní úřad
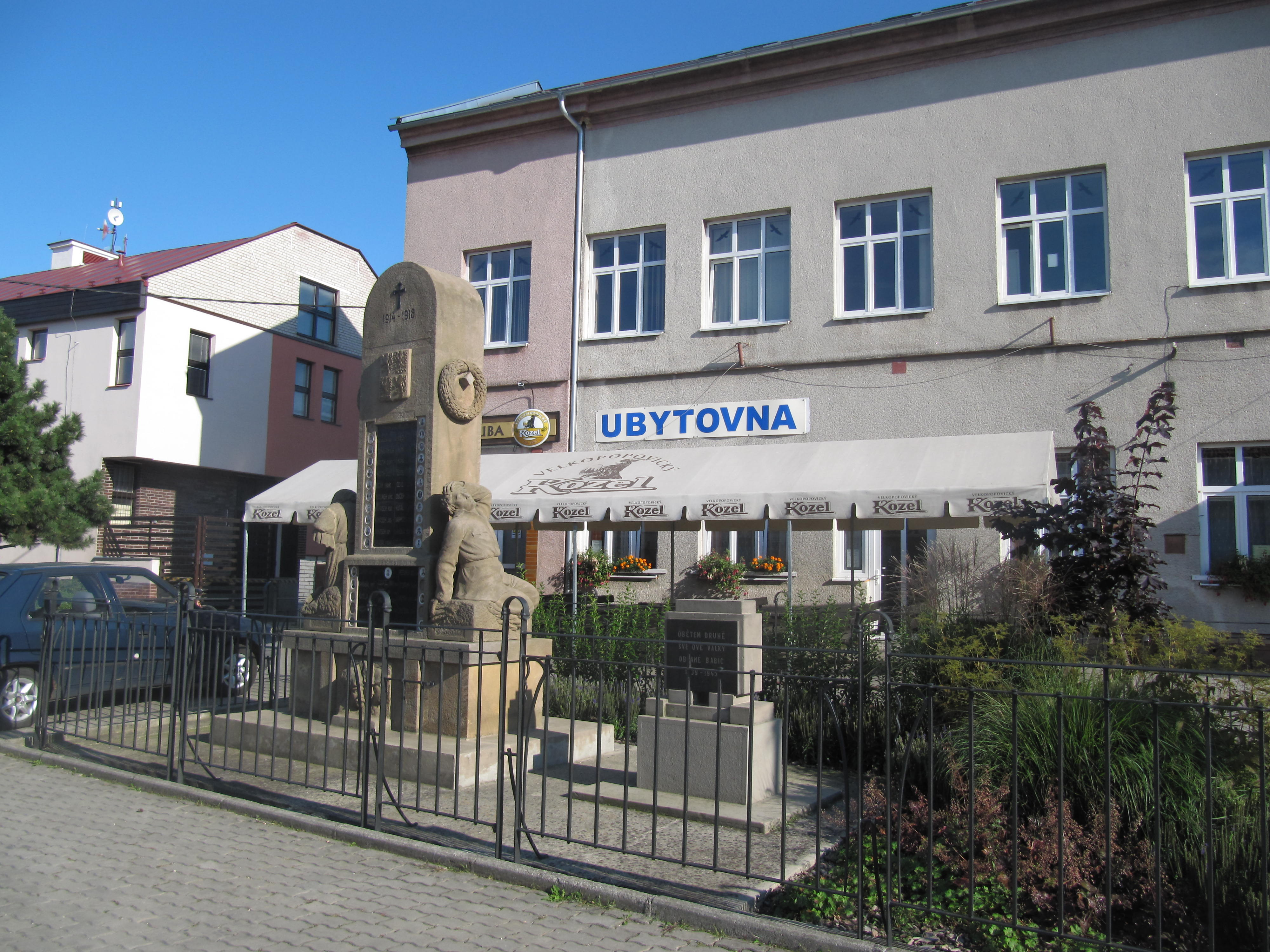
Pomník a hostinec U Jakuba

## Doprava
Obcí prochází železniční trať Přerov–Břeclav, silnice I/55 a kolem ní vede dálnice D55. Na území obce Babice zasahuje železniční stanice Huštěnovice, jejíž výpravní budova se nachází v katastru sousední obce Huštěnovice.

## Sport
V obci sídlí fotbalový klub FC Babice, který byl založen roku 1929. Současně má klub 62 aktivních členů. Klub má zastoupení v několika věkových kategoriích: přípravka hrající okresní soutěž, žáci hrající okresní soutěž, dorost hrající okresní soutěž a muži hrající okresní přebor na Uherskohradišťsku. Před sezónou 2017/2018 bylo zrušeno družstvo žen, které se odhlásilo z krajského přeboru Zlínského kraje.
V obci sídlí i Tělovýchovná jednota Sokol Babice, která by založena v roce 1919 hlavně zásluhou učitelů p. Válka, p. Grundmana, p. Maňáska, p. Varmuži. Od roku 2016 TJ Sokol Babice spravují David Šurmánek, Pavla Juráňová a Marek Ulman. TJ Sokol nabízí pohybové cvičení pro děti předškolního věku, pořádá výlety a provozuje veřejnou posilovnu.

## Osobnosti
- Jan Kolář (* 1883), technický pracovník, autor knihy Na vlnách revoluce v zemi věčných ohňů (1936)
- Marcela Babáčková (* ?), mistryně ČR a ČSFR v kulturistice
- Robert Býček (* 1968), mistr světa v kickboxu
- Emil Horníček (* 1958), fotbalista
- Marcel Litoš (* 1966), fotbalista
- Miroslav Sečen (* 1972), fotbalista